# Turecká van
Turecká van (Van Kedisi) je vzácné plemeno kočky domácí. Původem je z jihovýchodního Turecka. Jméno pochází od názvu jezera Van, v jehož okolí se plemeno přirozeně vyvinulo. Turecká van má pro kočky nezvyklou vlastnost – nebojí se vody, ráda a dobře plave. FIFe řadí tureckou van do skupiny II, mezi polodlouhosrsté kočky.

## Historie
Kočky s dlouhou jemnou srstí byly z Turecka dováženy do Evropy od 16. století. Jednalo se zřejmě o předchůdce jak tureckých angor, tak tureckých van. Tyto kočky byly pro svůj vznešený vzhled oblíbené u šlechty i měšťanů. V polovině 19. století se ovšem objevily první kočky perského typu, které na následující desítky let zcela ovládly chovy dlouhosrstých koček. Turecké kočky upadly na čas v zapomnění.
Plemeno turecká van bylo pro svět znovu objeveno v roce 1954 v horách na jihovýchodě Turecka v nadmořské výšce okolo 1600 m dvojicí anglických reportérek, Laurou Lushingtonovou a Soniou Hallidayovou, které zde získaly darem dvě koťata a dovezly je do Anglie. Svým neobvyklým zbarvením a vzhledem výrazně odlišným od tureckých angor tyto kočky upoutaly pozornost chovatelů. Obě dámy tedy znovu navštívily oblast jezera Van, pozorovaly a fotily zdejší kočky a dovezly domů další chovný pár. Plemeno nastoupilo cestu k oficiálnímu uznání.
V roce 1969 byla turecká van uznána britskou chovatelskou organizací GCCF, světová organizace FIFe ji uznala o tři roky později. V Česku se první turecké van objevily počátkem devadesátých let a od té doby se zde úspěšně chovají, i když stále zůstávají vzácným plemenem.

### Turecká van v Turecku
Turci jako Van Kedisi označují mohutnou, čistě bílou kočku s různobarevnýma očima (jedno oko modré, druhé jantarové). S těmito kočkami se lze v oblasti setkat daleko spíše, než s „klasickou“ tureckou van. Tyto kočky tělesnou stavbou připomínají spíše tureckou angoru. Stejně jako jiné čistě bílé kočky s různobarevnýma očima (například právě takto zbarvené turecké angory) bývají tyto kočky často postiženy hluchotou. „Klasická“ turecká van tímto problémem netrpí.

### Anatolská kočka
Anatolská kočka připomíná krátkosrstou verzi turecké van. Vedou se diskuse, zda jde skutečně pouze o krátkosrstou verzi tohoto plemene, nebo samostatné, původní plemeno. Standard obou plemen je stejný (až na srst) a je povoleno zakřižování tureckých van mezi anatolky. Anatolskou kočku zatím uznává pouze chovatelská organizace WCF, světová organizace FIFe tyto kočky v současnosti neregistruje ani jako neuznané plemeno.

## Charakteristika plemene

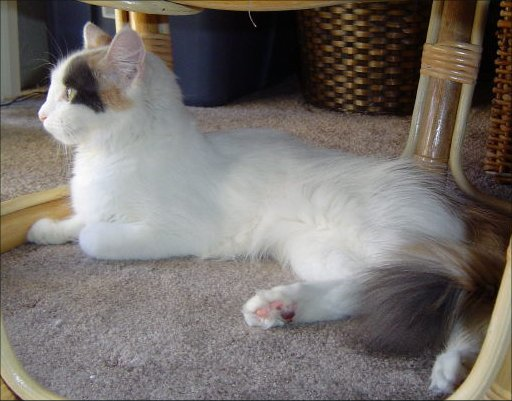
Turecká van s želvovinovou kresbou

Turecká van patří mezi větší kočky, samec může vážit až 7 kg, samice je o něco menší, váží obvykle 5–6 kg.
Hlava tvoří krátký zaoblený trojúhelník. Nos je středně dlouhý a rovný. Uši jsou větší, hustě ochlupené. Široké u základu s lehce zaoblenou špičkou. Posazené středně vysoko na lebce, odstup mezi nimi by se měl rovnat šířce ucha. Vnější strana uší by měla být bílá, vnitřní narůžovělá. Oči jsou velké a oválné, lehce sešikmené. Mohou být modré, světle jantarové nebo různobarevné (jedno oko modré, druhé světle jantarové).
Tělo je dlouhé, ale pevné. Svalnaté, středně těžkého typu. Nohy jsou středně dlouhé. Tlapky jsou drobné a kulaté, s chomáčky chlupů mezi polštářky. Ocas je středně dlouhý, huňatý.
Srst turecké van je polodlouhá, jemná a hedvábná, bez vlnité podsady. Jelikož pro oblast jezera Van jsou charakteristické značné výkyvy teploty v průběhu roku (v létě zde bývá až přes 40 stupňů Celsia, v zimě zde dlouho leží sněhová pokrývka), liší se u turecké van výrazně letní srst, která je kratší a řídká, a zimní srst, která je mnohem delší a hustší.
Původně byly turecké van křídově bílé s červenou kresbou se stejným odstínem na hlavě a ocasu. Toto původní zbarvení se stále požaduje na výstavách ve Velké Británii. FIFe povoluje i kombinace křídově bílé srsti s černou, modrou, kaštanovou, krémovou či želvovinovou kresbou, popřípadě tytéž barevné variety s aguti tickingem (což je střídání světlých a tmavých pruhů na jednotlivém chlupu). Velikost skvrn na hlavě není specifikována, měly by však být oddělené a jasně patrné. Ocas musí být zbarvený po celé délce.

## Povaha
Turecké van jsou temperamentní a inteligentní kočky, které si v domácnosti zpravidla vyvolí jednoho člověka. Toho pak všude následují a věnují mu veškerou svou pozornost, přičemž ostatní členy domácnosti víceméně ignorují.
Turecké van milují vodu. Rády si s ní hrají, nevadí jim se vykoupat a některé si i rády zaplavou. Jsou též výbornými rybáři.

## Péče
Turecké van vyžadují minimálně třikrát týdně česání k zamezení plstnatění srsti. V období línání i častěji.

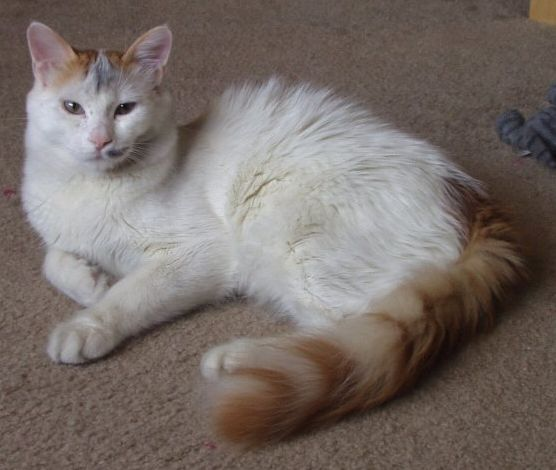
Turecká van s červenou kresbou
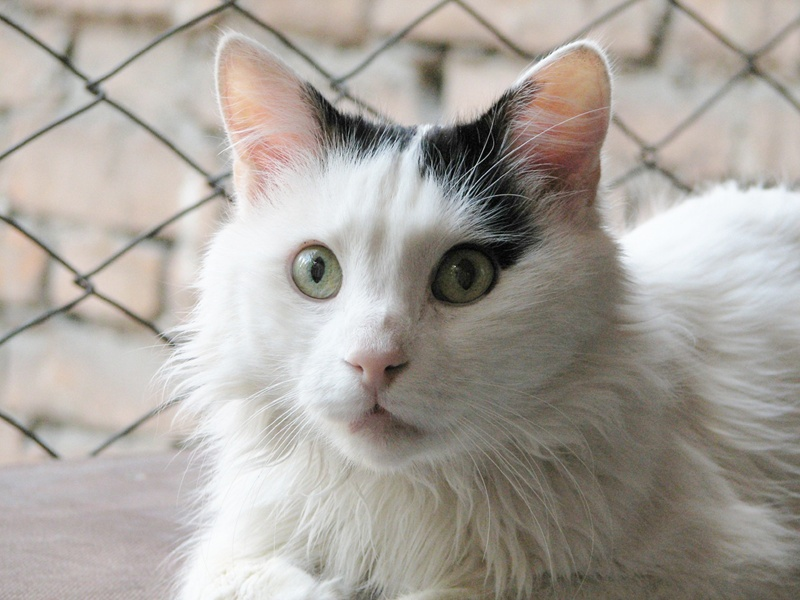
Turecká van s černou kresbou
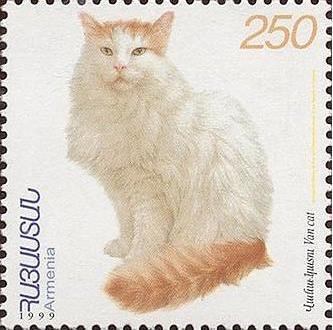
Turecká van na arménské poštovní známce
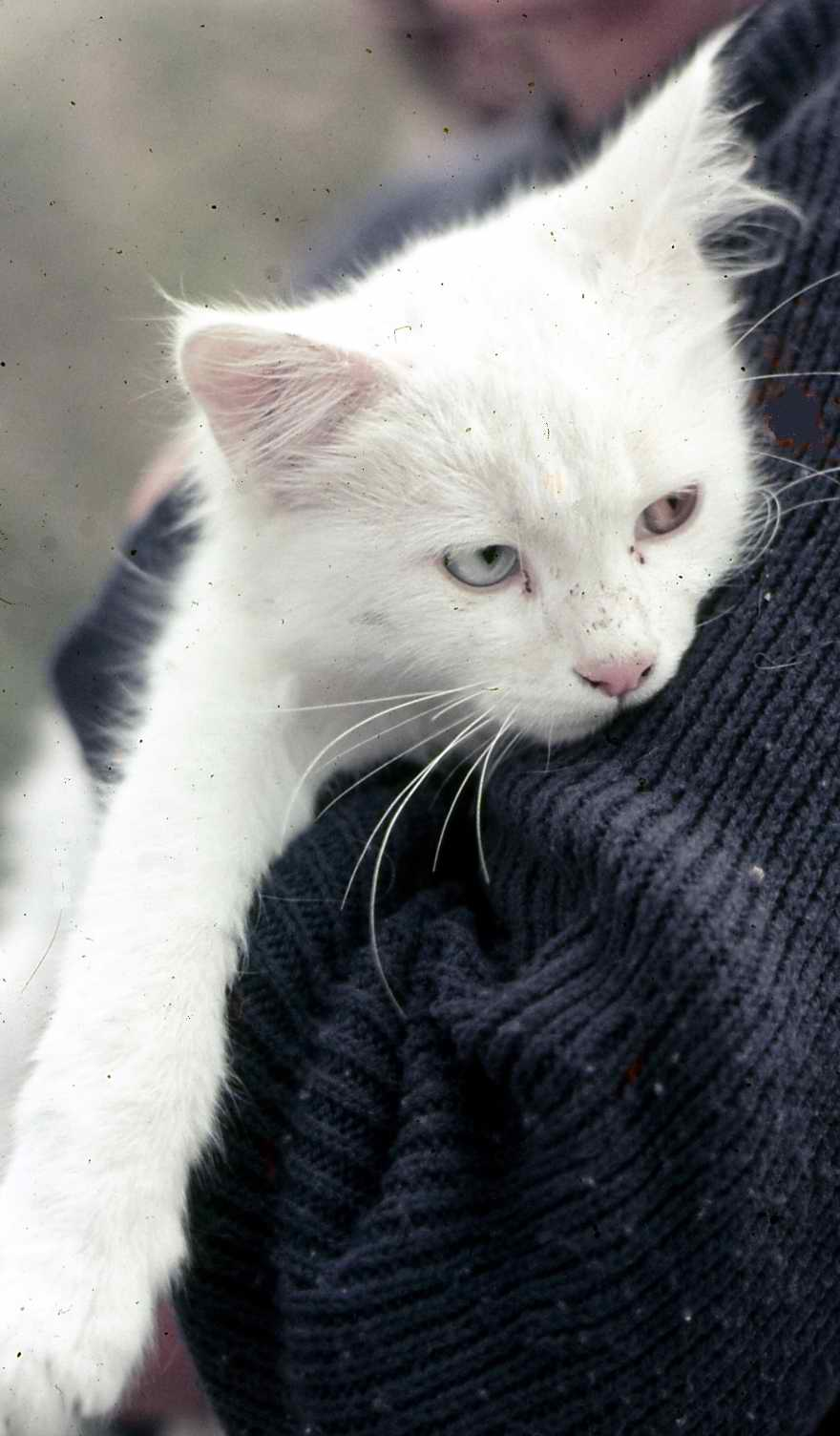
Van Kedisi (Vanská kočka) – čistě bílá